# Varennes, Haute-Garonne
Varennes är en kommun i departementet Haute-Garonne i regionen Occitanien i södra Frankrike. Kommunen ligger i kantonen Montgiscard som tillhör arrondissementet Toulouse. År 2022 hade Varennes 256 invånare.

## Befolkningsutveckling
Antalet invånare i kommunen Varennes
Referens:INSEE